# Конституция Арканзаса
Конституция штата Арканзас (англ. Constitution of Arkansas) — документ, который описывает структуру и функции правительства американского штата Арканзас.
Текущая конституция вступила в силу 13 октября 1874 года, и является пятой конституцией в истории Арканзаса. Первые четыре включали в себя конституции 1836, 1861, 1864 и 1868 годов.

## Первая Конституция Арканзаса (1836)
В 1833 году Арканзас хотел быть принятым в качестве штата, хотя Конгресс не решался принять ещё один штат, одобряющий рабство, из-за напряженного равенства, достигнутого в рамках Миссурийского компромисса. Территория избрала делегатов на конституционный съезд штата. Губернатор территории Уильям Фултон пытался остановить съезд, но генеральный прокурор Бенджамин Батлер признал собрание законным. Первая конституция штата была ратифицирована Конгрессом 30 января 1836 года, а 15 июня того же года президент Эндрю Джексон подписал закон, согласно которому Арканзас стал 25-м штатом.

## Вторая Конституция Арканзаса (1861)
Первая конституция была расплывчатой и короткой. Она была заменена второй конституцией штата Арканзас, когда 6 мая 1861 года Арканзас вышел из состава Союза. Эта конституция была очень похожа на первоначальную, за исключением упоминания Конфедеративных Штатов Америки.

## Третья Конституция Арканзаса (1864)
Арканзас принял новую конституцию 18 марта 1864 года, после прокламации об эмансипации 1863 года. Эта конституция предусматривала, что федеральное признание и поддержка возобновятся после того, как десять процентов избирателей 1860 года принесут присягу на верность союзу. В этой конституции рабство было отменено, но не было положений о гражданских правах для вольноотпущенников или бывших рабов. Эта конституция была принята в попытке завершить Реконструкцию юга и как можно быстрее вернуть власть местным органам власти. Это была первая конституция, определявшая порядок выборов на ряд важных должностей в правительстве штата.

## Четвертая Конституция Арканзаса (1868)
Законы Конгресса о реконструкции 1867 года последовали за принятием 13-й и 14-й поправок, освобождающих рабов и делающих их гражданами.
В конце 1867 года Арканзас избрал делегатов на новый конституционный съезд, который состоялся в начале 1868 года в старом здании столицы в Литл-Роке. На этом съезде делегаты разработали новую Конституцию. Она была принята на всенародном референдуме весной 1868 года. В июне того же года Арканзас стал первым мятежным штатом, который был принят в Союз в соответствии с Законами о реконструкции. Конституция 1868 года сделала расовую дискриминацию незаконной, предоставила избирательные права вольноотпущенникам в возрасте 21 года и старше, впервые открыла государственные школы как для чёрных, так и для белых детей, а также учредила университет штата.

## Пятая Конституция Арканзаса (1874)
Действующая конституция была принята в 1874 году. Демократы восстановили контроль над законодательным собранием штата впервые после Гражданской войны. Они провели лето, переписывая конституцию. Эта версия отражает отношение к войне и её последствиям. Делегаты предоставили наибольшие полномочия органам власти графств, в том числе по юридическим вопросам, транспорту, налогообложению и расходам. Власть губернатора была значительно урезана. Сроки полномочий чиновников штата были сокращены с четырёх до двух лет, и большее количество государственных должностей должны были замещаться путём всенародных выборов, а не назначаться губернатором.
С самого начала Арканзас разделял более широкие «демократические» тенденции в избирательных правах для своих граждан. Конституция Арканзаса 1836 года предоставляла право голоса каждому белому мужчине-гражданину США, которому было двадцать один год или больше и который проживал в штате не менее шести месяцев. Ни в конституции Конфедерации Арканзаса 1861 года, ни в конституции 1864 года не было добавлено никаких требований к имуществу, уплате налогов или образованию. Конституция Реконструкции 1868 года распространила избирательное право на любого мужчину, родившегося в США, черного или белого, или любого натурализованного мужчину. Кроме того, любому мужчине-иммигранту, который заявил о своем намерении стать
гражданином США, будет предоставлено право голоса, как это было в ряде штатов с большим численностью иммигрантов, чем в Арканзасе. Создатели конституции в 1868 году, как и в предыдущих трех конституциях штата, установили возрастной ценз для голосования на уровне двадцати одного года.
Новая конституция давала либеральное определение того, кто мог голосовать. Конституция 1874 года позволяла голосовать каждому гражданину или жителю мужского пола, заявившему о своем намерении стать гражданином, которому было не менее двадцати одного года, который проживал в штате не менее двенадцати месяцев, в округе — шесть месяцев и на избирательном участке — один месяц до выборов. Однако требование о проживании давало тонкую квалификацию права голоса в эту эпоху интенсивной миграции чернокожих в Арканзас и непостоянства среди рабочих. Создатели конституции ясно дали понять, что не будет никаких требований к регистрации и что право голоса не может быть ограничено никакими военными или гражданскими властями.
Эта конституция, которой штат пользуется сегодня, с некоторыми 87 поправками и различными другими изменениями. Арканзас проводил конституционные съезды в 1918, 1969 и 1979 годах, названные соответственно Шестым, Седьмым и Восьмым конституционными съездами. Ни один из этих проектов не был ратифицирован. Арканзас принял множество поправок — по последним подсчетам, 102.

## Критика
Конституция Арканзаса не раз подвергалась критике из-за религиозных противоречий с Конституцией США. Так, 19 статья в 1 разделе, озаглавленном «Атеисты не имеют права занимать должности или давать показания в качестве свидетелей», гласит: «Ни один человек, отрицающий существование Бога, не может занимать какие-либо должности в гражданских ведомствах этого штата и не может быть компетентен давать показания в качестве свидетеля в любом суде». Это противоречит 2 статье в 26 разделе, который гласит, что «никакой религиозный тест не должен применяться в качестве требования для голосования или занятия должности», — 19 статья в 1 разделе была бы классифицирована как таковая, но не известно ни одного случая применения этой статьи в современное время. Кроме того, так как свобода вероисповедания предусмотрена Биллем о правах в Конституции США, любая попытка запретить атеистам занимать высокопоставленные должности будет отклонена в суде.
Кроме того, считается, что 6 статья Конституции США также запрещает подобные религиозные требования, так как «никакое религиозное испытание никогда не должно требоваться в качестве условия для занятия какой-либо должности или получения общественного доверия в Соединённых Штатах». Мало того, что формулировка этой поправки конкретно запрещает Конгрессу ограничивать свободу религии, так ещё и существующий юридический прецедент гласит, что эти положения и остальные положения Билля о правах США обязательны для штатов в соответствии с пунктом о свободе 14-й поправки к федеральной Конституции.